# ルデアック
ルデアック （Loudéac、ブルトン語: Loraog、Lozaog、Loudieg、Lodoag、ガロ語: Loudia）は、フランス、ブルターニュ地域圏、コート＝ダルモール県のコミューン。

## 由来
ガロ語の地名表記であるLoudiaが若年層以外に使われることは少ない。1059年にはLocdiciac、1145年にはLodiacensis pagusと記されていた。

## 歴史
中世にルデアックを有名にしたのはそこで開かれる市で、町は長くロアン公爵家の所有であった。
17世紀から18世紀、ルデアックはアメリカ大陸に向け輸出される『ブルターニュのキャンバス生地』の貿易で繁栄した。農村においては、人々は夏は農業に従事し、冬になるとキャンバス生地の製造に関わった。その後産業革命で生地生産は衰退し、約1世紀間続いた。

## 言語
ルデアックはガロ語地方に含まれる。ブルトン語が優勢な西と、ガロ語が優勢な東との言語的な境界上にある。ガロ語はルデアックの公立学校やコレージュで教えられている。しかし1500年より前のルデアックは、ブルトン語地方に含まれていた。

## 人口統計
| 1968年 | 1975年 | 1982年 | 1990年 | 1999年 | 2006年 | 2011年 |
| ------ | ------ | ------ | ------ | ------ | ------ | ------ |
| 7212   | 9150   | 9729   | 9820   | 9371   | 9619   | 9733   |

参照元:INSEE

## 著名な出身者
- マリリーズ・ルブランシュ（fr） - 政治家

## 姉妹都市
- ビュディンゲン、ドイツ